# Leonardo Aguilar
Leonardo Antonio Aguilar Álvarez  (Ciudad de México; 15 de agosto de 1999), conocido simplemente como Leonardo Aguilar, es un cantante mexicano. Aguilar ha sido nominado a dos premios Grammy Latino.
Aguilar nació en una familia musical. El padre de Aguilar es el cantautor mexicano Pepe Aguilar, sus abuelos paternos son los cantantes y actores mexicanos Antonio Aguilar y Flor Silvestre, su hermana es Ángela Aguilar.

## Biografía
Leonardo Aguilar nació de Pepe Aguilar y Aneliz Álvarez-Alcalá en la Ciudad de México, México, el 15 de agosto de 1999. Sus abuelos paternos son los cantantes y actores mexicanos Antonio Aguilar y Flor Silvestre. Desde temprana edad, Aguilar ha acompañado con frecuencia a su padre de gira por América Latina con su hermana menor, Ángela Aguilar.

## Carrera
En 2012, con tan solo doce años, Aguilar lanzó Nueva tradición, junto a su hermana, Ángela. Presentó cuatro canciones de Leonardo y cuatro de Ángela.
El 2 de diciembre de 2016, Aguilar lanzó su primer álbum en solitario, Gallo fino, producido por su padre, Pepe. Aguilar trabajó con los artistas mexicanos Espinoza Paz y El Chapo de Sinaloa. Gallo fino fue nominado al mejor álbum norteño en la 18.ª Entrega Anual del Grammy Latino en 2017. Su canción «Compromiso descartado» fue nominada a la mejor canción regional mexicana.
A partir de 2018, Aguilar acompañó a su familia en su gira de estilo ecuestre-musical «Jaripeo Sin Fronteras».

## Discografía
- Nueva tradición (2012)
- Gallo fino (2016)
- Y lo volví a hacer (2023)

## Premios y nominaciones

### Grammy Latinos
Los Grammy Latinos (es decir, los Latin Grammy Awards), son galardones otorgados por la Academia Latina de Artes y Ciencias de la Grabación. Aguilar ha recibido dos nominaciones.
| Año  | Trabajo                 | Categoría                       | Resultado |
| ---- | ----------------------- | ------------------------------- | --------- |
| 2017 | Gallo fino              | Mejor álbum norteño             | Nominado  |
| 2017 | «Compromiso descartado» | Mejor canción regional mexicana | Nominado  |